# Age of Empires
Age of Empires (сокр. AoE, с англ. — «Эпоха империй») — стратегия в реальном времени, разработанная Ensemble Studios и изданная Microsoft Game Studios в 1997 году, положившая начало одноимённой серии компьютерных игр. В 1998 году вышло дополнение Age of Empires: The Rise of Rome, включающее 4 новых кампании. В 2018 году состоялся выход ремастера игры под названием Age of Empires: Definitive Edition.

## Игровой процесс
в Age of Empires игроку требуется добывать ресурсы, строить здания и обучать войска с целью победы над силами противника — другого игрока или ИИ. В начале игры в распоряжении игрока имеется лишь главное здание и несколько крестьян, но с течением времени ему предстоит планомерно развивать своё поселение.
В игре предусмотрено дерево технологий, включающее различные военные и экономические усовершенствования, распределённые по четырём условным эпохам: от самой примитивной — со скудным набором доступных войск и зданий — до самой продвинутой. Данные элементы игрового процесса послужили основой для будущих игр серии и долгое время оставались незыблемыми от одной части к другой.
Игрок управляет одной из двенадцати (с дополнением The Rise of Rome — шестнадцати) цивилизаций. У каждой цивилизации свой набор доступных юнитов и улучшений из общего дерева технологий, плюс уникальная технология, которую может исследовать лишь она. Таким образом ни одна цивилизация не может исследовать все технологии в игре. Это делает игровой процесс за каждую из сторон более разнообразным.
В игре имеется 4 основных ресурса: пища, древесина, камень и золото. Пища требуется для создания большинства юнитов и для исследования технологий. Древесина требуется для постройки зданий, кораблей, ферм, а также для создания лучников. Камень используется для строительства башен и стен. Золото нужно для более поздних технологий и юнитов.
Цель игры обычно состоит в том, чтобы победить всех противников. При игре с несколькими игроками действует дипломатия: они могут быть союзниками, врагами или же занимать нейтралитет. Многопользовательский режим поддерживает до 8 игроков.

### Цивилизации
Визуально все цивилизации делятся на пять архитектурных стилей, призванных подчеркнуть их уникальность.
| Азия                  | Вавилон                    | Египет                     | Греция                       | Рим                                     |
| - Чосон - Шан - Ямато | - Вавилон - Хетты - Персия | - Ассирия - Египет - Шумер | - Греция - Минойцы - Финикия | - Рим - Карфаген - Пальмира - Македония |

## Кампании
В игре присутствуют 4 кампании: Восход Египта (Ascent of Egypt), Слава Греции (Glory of Greece), Голоса Вавилона (Voices of Babylon) и Империя восходящего солнца Ямато (Yamato Empire of The Rising Sun). Первая кампания является обучающей и содержит 12 сценариев, большинство из которых очень простые. Остальные кампании содержат 8 достаточно сложных миссий.

## Оценки
| Сводный рейтинг       | Сводный рейтинг |
| Агрегатор             | Оценка          |
| --------------------- | --------------- |
| GameRankings          | 87,13 %         |
| Русскоязычные издания |                 |
| Издание               | Оценка          |
| «Игромания»           | [ 2 ]           |

| Сводный рейтинг | Сводный рейтинг |
| Агрегатор       | Оценка          |
| --------------- | --------------- |
| GameRankings    | 65,10 %         |

## Definitive Edition
В 2017 году на выставке E3 было объявлено о выпуске обновлённой версии оригинальной игры под названием Age of Empires: Definitive Edition. Переиздание выпущено 20 февраля 2018 года эксклюзивно в Windows Store. 19 августа 2019 года игра выпущена в Steam.
Отличается переработанной графикой с поддержкой разрешения 4K, обновлённым саундтреком и другими улучшениями игрового процесса. Кроме основных четырёх кампаний, из оригинальной игры и четырёх кампаний из The Rise of Rome, дополнительно включено ещё 2 кампании.
Итоговый список кампаний в Age of Empires: Definitive Edition:
- Расцвет Египта (обучающая кампания) (египтяне) (Age of Empires)
- Слава Греции (греки) (Age of Empires)
- Голоса Вавилона (вавилоняне) (Age of Empires)
- Ямато: Империя Восходящего Солнца (Ямато) (Age of Empires)
- Царствование хеттов (хетты) (Definitive Edition)
- Возвышение Рима (Римляне) (The Rise of Rome)
- Да здравствует Цезарь! (римляне) (The Rise of Rome)
- Римская империя (римляне, пальмирцы) (The Rise of Rome)
- Враги Рима (карфагеняне, македоняне, римляне, пальмирцы) (The Rise of Rome)
- Первая Пуническая война (карфагеняне) (Definitive Edition)

## Контент AoE I вAoE II Definitive Edition
В 2023 году с выходом дополнения Return of Rome значительная часть контента первой части была перенесена в ремастер второй. В целом практика создания ремастера или ремейка нескольких старых частей внутри одной игры не является уникальной в игровой индустрии. Были перенесены все расы оригинальной игры с полным сохранением состава юнитов, игровых механик и даже читов, при этом геймплей AoE I и AoE II не смешивается, т.к. две группы цивилизаций играют в отдельных режимах. При этом пока не перенесены сами кампании, но уже заявлено, что их перенос будет начат.